# Quatre Zizis au garde à vous
Pour plus de détails, voir Fiche technique et Distribution.
Quatre Zizis au garde à vous (4 marmittoni alle grandi manovre) est un film italien réalisé par Marino Girolami et sorti en 1974.

## Fiche technique
Source IMDb
- Titre français : Quatre Zizis au garde à vous
- Titre italien original : 4 marmittoni alle grandi manovre
- Réalisation : Marino Girolami (sous le nom de Franco Martinelli)
- Scénario : Mario Amendola et Bruno Corbucci
- Maison de production : Flaminia Produzioni Cinematografiche ; Imp.Ex.Ci. (en coproduction)
- Distribution : 
  - France : 1975 : Les Films Jacques Leitienne (cinéma)
  - Italie : 2016 : Iris (télévision)
- Photographie : Fausto Zuccoli
- Montage : Vincenzo Tomassi
- Musique / bande originale : Giancarlo Chiaramello
- Décors : Carlo Ferri
- Costumes : Luciana Marinucci
- Pays de production : Italie
- Langue originale : italien
- Genre : comédie
- Durée : 96 minutes
- longueur de la pellicule : 2730 mètres
- Format : couleur Eastmancolor[2] - 1,85:1 - 35 mm - son mono
- Dates de sortie :
  - Italie : 21 février 1974
  - Allemagne de l'Ouest : 27 septembre 1974
  - France : 15 janvier 1975
- Visa de la censure italienne no  64035

## Distribution
Source IMDb
- Gianfranco D'Angelo : Serafino
- Sergio Leonardi (it) : Nino Mioni
- Raf Luca (it) : Edoardo De Carolis
- Angelo Pellegrino (it) : Rosario Lo Cascio
- Lisa Leonardi (it) : Anna
- Isabella Savona (it) : Marcella
- Vittorio Congia : le sergent Porceddu
- Riccardo Garrone : le lieutenant Spezzini
- Ugo Fangareggi : l'aumônier
- Giacomo Rizzo (it) : le caporal Bombacci
- Gianni Agus : le colonel
- Toni Ucci : le caporal Riccardini
- Lino Banfi : le sergent Merode
- Franco Agostini (it) : Le lieutenant Brunelli
- Massimo Vanni (it)
- Sandro Dori (it) : le lieutenant médecin
- Luca Sportelli (it) : le gros carabinier
- Giorgio Dolfin : l'ami de Marcella
- Tiberio Murgia : un carabinier
- Antonio Spaccatini : un touriste
- Salvatore Campochiaro (it)
- Lorenzo Piani
- Claudia Mancini
- Salvatore Baccaro : le berger
- Alfredo D'Ippolito (it) : le soldat Neri

|                           |
| Le colonel (Gianni Agus). |

|                                                                |
| Le colonel (Gianni Agus) et le caporal Riccardini (Toni Ucci). |

|                              |
| L'aumônier (Ugo Fangareggi). |

|                                                                      |
| Rosario (Angelo Pellegrino (it)) et Marcella (Isabella Savona (it)). |

|                                                                         |
| Le soldat Neri dans la cuvette des toilettes (Alfredo D'Ippolito (it)). |

## Réception
Critiques italiennes : 
« Dans le sillage du « Colonel Buttiglione (it) », une farce sans grande substance, avec des interprètes issus du cabaret télévisuel [...] », Francesco Mininni, Magazine italiano TV.
« Une affaire farfelue et vulgaire, banalement jouée. [...] », Laura et Morando Morandini, Telesette.